# Дюдиково
Дю́диково — деревня в Весьегонском муниципальном округе (до 31 мая 2019 года — в Весьегонском районе) Тверской области. Входила в состав Романовского сельского поселения.

## География
Деревня находится в 5 км юго-восточнее административного центра сельского поселения — села Романовское, на левом берегу реки Сёблы, в 1 км от автодороги Иваново—Брейтово.    

## История
Деревня возникла на месте одноимённой пустоши в 1620—1630-е годы после переселения сюда карел. 

В 1950-е годы соседняя деревня Дюдиковская Поповка была исключена из списка населённых мест после присоединения к деревне Дюдиково (сейчас это южная часть деревни).  

## Название
Название — от мужского личного имени Дюдя (Дюдик — уменьшительное) — «дедушка» (верхневолжское). 

## Население
| 2010 |
| ---- |
| 91   |

По состоянию на 1859 год в деревне Дюдиково 1 стана Весьегонского уезда в 29 дворах проживали 140 человек (57 мужчин, 83 женщины), удельных крестьян. В соседней деревне Дюдиковская Поповка того же уезда — в 17 дворах проживали 90 человек (45 мужчин, 45 женщин), удельных крестьян.

По данным Всероссийской переписи населения 2002 года в деревне Дюдиково Романовского сельского округа Весьегонского района проживали 110 человек, преобладающие национальности — русские (91 %), карелы (7 %).